# Бокенхајм на Винском Путу
Бокенхајм на Винском Путу (њем. Bockenheim an der Weinstraße) општина је у њемачкој савезној држави Рајна-Палатинат. Једно је од 48 општинских средишта округа Бад Диркхајм. Према процјени из 2010. у општини је живјело 2.217 становника. Посједује регионалну шифру (AGS) 7332006.

## Географски и демографски подаци
Бокенхајм на Винском Путу се налази у савезној држави Рајна-Палатинат у округу Бад Диркхајм. Општина се налази на надморској висини од 160 метара. Површина општине износи 11,2 km².

## Становништво
У самом мјесту је, према процјени из 2010. године, живјело 2.217 становника. Просјечна густина становништва износи 197 становника/km².

## Међународна сарадња
| Мјесто | Држава    | Врста сарадње | Од    |
| ------ | --------- | ------------- | ----- |
|        | Француска | партнерство   | 1983. |
| Извор  |           |               |       |